# Menzogna e sortilegio
Menzogna e sortilegio è il primo romanzo di Elsa Morante, pubblicato nel 1948. Scritto dal 1943 (quando ancora portava il titolo di Storia di mia nonna) all'anno di pubblicazione presso Giulio Einaudi Editore, fu uno degli esordi più inaspettati della letteratura italiana di metà XX secolo. La voce narrante è quella di Elisa, figlia di Anna, vera protagonista del libro che racconta le sue vicende "più per atmosfere che per intreccio".
Con i toni del melodramma, è come un romanzo del XIX secolo "insediato nel Novecento", come rivelano la struttura per parti e capitoli e le didascalie iniziali dei capitoli. In questo senso c'è un'operazione volontaria di rendere il racconto "inattuale" e la stessa Elisa una degli "inetti", questa volta al femminile, di tanta letteratura volutamente "inattendibile" rispetto alla storia e al realismo.
Il libro vinse il Premio Viareggio ex aequo con I fratelli Cuccoli di Aldo Palazzeschi.

## Trama
Il romanzo ripercorre le vicende di una famiglia nell'arco temporale di circa vent'anni. È ambientato in una città del meridione, quasi certamente in Sicilia. 
La storia è narrata da Elisa che rimasta sola dopo la morte della sua madre adottiva, Rosaria, racconta la vita dei suoi genitori e dei suoi nonni. 
Tra Anna, figlia di un nobile decaduto, Teodoro Massia di Corullo, e di una maestrina, Cesira, e suo cugino, Edoardo Cerentano di Paruta, assai ricco, scoppia un amore furibondo. Anna non ha mai dimenticato Edoardo da quando l'ha visto bambino su una carrozza in compagnia della zia, Concetta Cerentano. Ormai adulta lo rincontra davanti a una cioccolateria in un'inconsueta giornata di neve. È tuttavia un amore amaro e morboso perché il cugino, capriccioso e dispotico, la tortura e la umilia spesso. Durante la loro frequentazione Edoardo stringe una forte amicizia con Francesco De Salvi, un giovane studente che si finge barone ma è in realtà figlio di umili contadini. Il romanzo narra quindi le vicende dei genitori di Francesco, Alessandra e Damiano, tra i pochi personaggi positivi della storia. Francesco ha inoltre il viso butterato dal vaiolo motivo per cui stenta ad avere relazioni ed amici. L'unica persona frequentata da Francesco oltre a Edoardo è la giovane prostituta Rosaria, donna procace e allegra, la quale a suo modo lo ama profondamente pur non mancando a volte di tradirlo.
Edoardo presenta Francesco ad Anna e lui se ne innamora immediatamente iniziando quindi a maltrattare e disprezzare Rosaria.
Una notte Edoardo si reca sotto le finestre di Anna per cantarle l'ennesima serenata, lei per la prima volta lo raggiunge nel cuore della notte e lui le dichiara di volerla sposare. Il giorno dopo Edoardo è colto dalle febbri della tisi e lascia la città senza dare spiegazioni ad Anna e a Francesco. Anna odia e disprezza Francesco ma essendo il suo unico legame con Edoardo continua a vederlo. In seguito a forti problemi economici Anna accetterà di sposarlo. 
Da questo matrimonio nasce Elisa, narratrice di tutta la vicenda, la quale come il padre adora sua madre. Anna non si cura affatto di lei, continua a odiare il marito e a pensare solo ad Edoardo.
Dopo una decina di anni torna in città Rosaria, ha vissuto a Roma e con il suo lavoro ha accumulato una piccola fortuna. Ancora innamorata di Francesco fa di tutto per averlo come amante e sebbene costantemente umiliata riesce ad averlo per sé ogni domenica pomeriggio. 
Anna viene a sapere che Edoardo è morto di tisi e disperata cerca il contatto con la zia Concetta. Le due donne trovano complicità leggendo le lettere che Anna si scrive da sola per consolazione fingendo che le abbia scritte Edoardo e vivono entrambe nella finzione che lui sia ancora vivo. In un delirio tra follia, visioni e realtà Anna confessa a Francesco di averlo tradito e di non averlo mai amato. La situazione precipita in poche settimane, Francesco muore durante un incidente e Anna cade in un delirio mentale che la porterà alla morte. Rimasta sola, Elisa viene accolta in casa da Rosaria, l'unica che per la prima volta le riserva amore e attenzioni.

## Edizioni
- Elsa Morante, Menzogna e sortilegio, collana Supercoralli, Einaudi, 1948,  p. 711.
- Elsa Morante, Menzogna e sortilegio, collana Oscar n. 79, Mondadori, 1966,  p. 831.
- Elsa Morante, Menzogna e sortilegio, collana Gli struzzi n. 72, Einaudi, 1975,  p. 711.
- Elsa Morante, Menzogna e sortilegio, introduzione di Cesare Garboli, collana ET n. 238, Einaudi, 1994,  p. 711.

## Traduzioni
- trad. inglese di Adrienne Foulke e Andrew Chiappe, House of Liars, 1951. Nuova traduzione di Jenny McPhee, Lies and Sourcery, New York Review of Books, 2023. ISBN 9781681376844
- trad. francese di Michel Arnaud, Mensonge et sortilège, 1967
- trad. polacca di Zofia Ernstowa, Kłamstwo i czary, 1968
- trad. tedesca di Hanneliese Hinderberger, Lüge und Zauberei, 1968
- trad. slovena Varka i carolija, 1972
- trad. danese di Jytte Lollesgaard, Løgn og trolddom, 1989
- trad. ebraica di Miryam Shusṭerman-Padovʼano, Kazav ṿe-kishuf, 2000
- trad. spagnola di Ana Ciurans Ferrándiz, Mentira y sortilegio, 2012